# Slåttnes
Slåttnes est une localité du comté de Troms, en Norvège.

## Géographie
Administrativement, Slåttnes fait partie de la kommune de Tromsø.